# 広沢寺 (山口市)
広沢寺（こうたくじ、正式には旧字体の廣澤寺）は、山口県山口市にある寺院。

## 歴史
廣澤寺の前身は泉香寺である。この泉香寺を創建したのが、大内氏二十四世大内弘世の子、二十六世大内盛見であった、応永年間のことである。

開山は仏悟恵光禅師（応永9年（1402年）示寂）で、当初は臨済宗であった。後に昌岩春盛和尚（慶長12年（1607年）示寂）を迎えて曹洞宗に改宗された。

その後、幾星霜を経て廃寺となったが、明治5年（1872年）5月、古熊村にあった万年山廣澤寺が引き移った。のちに山号は万年山から泉香山へ変更された。

廣澤寺は大内盛見の子・教幸が豊前国馬岳において敗死したので、その菩提寺として山口の古熊村に建立され、廣澤寺と号した。

開山は雪心真昭禅師（応仁2年（1468年）示寂）である。その後、大内輝弘の乱において、諸堂ことごとく焼失するが、山中にあった観音堂が残った。

この聖観音像は教幸公の守り本尊といわれ、二十年に一度開帳されたものである。